# 黎春梅
黎春梅（越南语：／；1874年—1945年1月8日），越南阮朝官員。

## 生平
黎春梅是乂安省演州府瓊瑠縣富厚總富厚社（今屬乂安省瓊瑠縣瓊堆社）人，嗣德二十七年（1874年）出生。曾任乂安公使座通事。成泰九年（1897年），參加乂安場鄉試，考中舉人。維新四年（1910年），會試中格，庭試考中副榜。後任吏部承辦、慕德知縣、思義知府、石河知府、德壽知府、光祿寺卿。
保大十九年十二月二十五日（1945年1月8日），黎春梅在瓊堆村去世，壽七十一歲。

## 家庭
黎春梅妻子高氏珍（Cao Thị Trâm）是大學士高春育之女，兩人育有5子4女。